# Lagynochthonius arctus
Lagynochthonius arctus är en spindeldjursart som först beskrevs av Beier 1967.  Lagynochthonius arctus ingår i släktet Lagynochthonius och familjen käkklokrypare. Inga underarter finns listade i Catalogue of Life.